# Republiek Amsterdam
Republiek Amsterdam is een informele term die soms in de Nederlandse politiek en publieke opinie wordt gebezigd om aan te geven dat het stadsbestuur van Amsterdam zich onttrekt aan landelijke tendensen en een eigen koers vaart. Het betreft beeldvorming, los van de vraag of Amsterdam zich tegenover landelijk beleid of uitvoeringspraktijk stelt, wat historisch wel regelmatig het geval was. Gezien de informele aard van de term zijn er verschillende invullingen mogelijk.
Een voorbeeld waarin landelijke politici de term 'republiek Amsterdam' gebruikten was de kritiek van VVD-Tweede Kamerlid Koerhuis op het hoofdstedelijke beleid om uitgeprocedeerde asielzoekers die corporatiewoningen hadden gekraakt, te gedogen (2018).
Het NRC gebruikte de term in 2024 als overdrijving om Amsterdammers te kenschetsen die de stad als het begin en het einde van het universum beschouwen. Het artikel haalt gemeenteraadsbesluiten aan die zich zonder merkbaar resultaat uitspraken over de wereldpolitiek en zoekt naar de historische wortels van Amsterdams chauvinisme; tot in de 18e eeuw was de stad machtig genoeg voor een eigen buitenlands beleid en eigen diplomatie.

## Vanuit Amsterdam
Ook vanuit de Amsterdamse politiek en journalistiek is de term gebruikt. In 2001 werd burgemeester Cohen bij zijn installatie gewaarschuwd door GroenLinks voor weerstand van de republiek Amsterdam. In 2017 zetten de D66-wethouders Kukenheim en Ollongren zich namens de republiek af tegen Geert Wilders als mogelijke premier. Naar aanleiding daarvan is de staatsrechtelijke haalbaarheid van een republiek Amsterdam in de media besproken.
Daan Wijnants, de fractieleider van de Amsterdamse VVD, zag in republiek Amsterdam een gekozen zelfbeeld om zich met plagerijtjes over en weer af te zetten tegen de landelijke politiek, maar waarschuwde in de begindagen van het kabinet-Schoof: Dit college heeft zichzelf bewust op afstand geplaatst van Den Haag en krijgt daar nu de rekening voor gepresenteerd. Al heel lang wordt het beeld gecultiveerd van de ‘republiek Amsterdam’, van een dwarse linkse stad die zich niks aantrekt van de landelijke politiek […] dit college gaat er te ver in.

## Politieke rubriek
"Republiek Amsterdam" is de titel van een wekelijkse politieke rubriek in Het Parool.